# Кстово – Дзержинськ (етиленопровід)
Кстово — Дзержинськ (етиленопровід) — продуктопровід у Нижньогородській області Росії.
Трубопровід, який ввели в дію у 1982 році, сполучив крекінг-установку, яка виробляє етилен та знаходиться у місті Кстово, з потужним центром хімічної промисловості в Дзержинську. Він забезпечив сировиною новий комплекс оксиду етилену та гліколей, а також виробництво мономеру вінілхлориду заводу "Капролактам" (виведений з експлуатації у 2013 році).
Загальна довжина етиленопроводу, виконаного в діаметрі 426 мм, складає 61,3 км, в тому числі естакада довжиною 9,7 км та підземна частина протяжністю 51,6 км. Транспортування етилену здійснюється у газоподібному стані. У Кстово в системі трубопроводу знаходяться буферні ємкості, розраховані на 5 тисяч тонн.
Варто також відзначити, що в одному коридорі з етиленопроводом прямує пропіленопровід Кстово — Дзержинськ.